# Aalesunds FK
El Aalesunds Fotballklubb, es un club de fútbol de la ciudad de Ålesund, en Noruega. Fue fundado el 25 de junio de 1914 y actualmente milita en la Primera División de Noruega.

## Historia
Fue fundado el 25 de junio de 1914.
La temporada 2006 termina segundo en la Adeccoligaen, logrando el ascenso a la Liga Noruega de Fútbol.
Su grupo de aficionados es conocido como La Tormenta, y cuenta con 2000 miembros y ellos tienen buena relación con los aficionados del Vålerenga, donde en torneos internacionales se van a dar apoyo mutuamente sin tener alguna relación en común.
El equipo tiene rivalidad con los equipos locales Herd, Rollon, Skarbøvik y Spjelkavik, con el Molde y el Hødd por estar en la misma región.

## Uniforme
- Uniforme titular: Camiseta naranja y azul, pantalón azul y medias naranjas.
- Uniforme alternativo: Camiseta azul, pantalón blanco y medias azules.

## Estadio
En 2005, Aalesunds F.K. pasa de jugar sus encuentros desde el Kråmyra Stadium al Color Line Stadion de nueva construcción. Es el primer campo de primer nivel que cuenta con césped artificial.

## Entrenadores
- Knut Osnes (1970-1971)
- Bobby Gould (1978)
- Egil Olsen (1989)
- Eivind Syversen (1990–1993)
- Knut Torbjørn Eggen (1994–1996)
- Bård Wiggen (1997–1999)
- Geir Hansen (2000)
- Ivar Morten Normark (2002–2005)
- Per Joar Hansen (2006–2007)
- Sören Åkeby (2008)
- Kjetil Rekdal (2008–2012)
- Jan Jönsson (2013–2014)
- Harald Aabrekk (2015)
- Trond Fredriksen (interino) (2015–2017)
- Lars Bohinen (2017-2020)
- Lars Arne Nielsen (2020-)

## Palmarés
- Adeccoligaen: 1

2019
- Norwegian Football Cup: 2

2009, 2011

## Participación en competiciones de la UEFA
| Temporada | Torneo             | Ronda            | País         | Club        | Casa      | Visita | Global |
| --------- | ------------------ | ---------------- | ------------ | ----------- | --------- | ------ | ------ |
| 2010–11   | UEFA Europa League | Clasificatoria 3 | Escocia      | Motherwell  | 1–1       | 0–3    | 1–4    |
| 2011–12   | UEFA Europa League | Clasificatoria 1 | Gales        | Neath       | 4–1       | 2–0    | 6–1    |
| 2011–12   | UEFA Europa League | Clasificatoria 2 | Hungría      | Ferencváros | 3–1 (aet) | 1–2    | 4–3    |
| 2011–12   | UEFA Europa League | Clasificatoria 3 | Suecia       | Elfsborg    | 4–0       | 1–1    | 5–1    |
| 2011–12   | UEFA Europa League | Play-off         | Países Bajos | AZ          | 2–1       | 0–6    | 2–7    |
| 2012–13   | UEFA Europa League | Clasificatoria 2 | Albania      | Tirana      | 5–0       | 1–1    | 6–1    |
| 2012–13   | UEFA Europa League | Clasificatoria 3 | Chipre       | APOEL       | 0–1       | 1–2    | 1–3    |